# Upper Taseko Lake
Upper Taseko Lake är en sjö i Kanada.   Den ligger i provinsen British Columbia, i den sydvästra delen av landet, 3 500 km väster om huvudstaden Ottawa. Upper Taseko Lake ligger 1 325 meter över havet. Arean är 9,4 kvadratkilometer. Den sträcker sig 7,9 kilometer i nord-sydlig riktning, och 4,1 kilometer i öst-västlig riktning.
Trakten runt Upper Taseko Lake är nära nog obefolkad, med mindre än två invånare per kvadratkilometer.